# Batrisodes striatus
Batrisodes striatus är en skalbaggsart som först beskrevs av Leconte 1849.  Batrisodes striatus ingår i släktet Batrisodes och familjen kortvingar.

## Underarter
Arten delas in i följande underarter:
- B. s. psotai
- B. s. striatus